# Birds of Prey (film, 2020)
Pour les articles homonymes, voir Bird of Prey (homonymie).
Série DC Extended Universe
Shazam!
(2019) Wonder Woman 1984
(2020)
Pour plus de détails, voir Fiche technique et Distribution.
Birds of Prey et la fantabuleuse histoire de Harley Quinn (Birds of Prey and the Fantabulous Emancipation of One Harley Quinn) est un film de super-héros américain réalisé par Cathy Yan, sorti en 2020.
Huitième production du DC Extended Universe, il s'agit d'un film centré à la fois sur le personnage d'Harley Quinn, dont la version cinéma a été introduite en 2016 dans le film Suicide Squad, et sur l'équipe des Birds of Prey de l'éditeur DC Comics.
Écrit par Christina Hodson, le film traite de l'émancipation d'Harley Quinn à la suite de sa séparation d'avec le Joker. Au cours de cette aventure, elle croise le chemin de trois femmes (Huntress, Black Canary et Renee Montoya) qui forment le futur trio « Birds of Prey », et avec qui elle affronte le sadique Black Mask.
Lors de sa sortie, le film reçoit des critiques majoritairement positives, recevant des éloges pour la réalisation de Yan, sa direction artistique, son humour ainsi que pour les performances de Margot Robbie et Ewan McGregor, devenant à l'époque le troisième film de l'univers cinématographique DC le mieux reçu par la critique américaine d'après le site Rotten Tomatoes. Par la suite, il obtient plusieurs nominations pour des récompenses, principalement pour ses aspects artistiques et techniques, dont notamment pour le prix Hugo de la meilleure présentation dramatique ainsi que six nominations aux Saturn Awards, dont une pour le meilleur film tiré d'un comic.
Au box-office, il réalise des scores corrects mais décevants par rapport aux attentes du studio, et peine à rembourser son budget compris entre 82 et 100 millions de dollars. De plus il voit son exploitation interrompue par la pandémie de Covid-19 dans plusieurs pays,.

## Synopsis
Après les événements de Suicide Squad en 2016 et sa séparation avec le Joker, Harley Quinn décide de s'émanciper et de prendre son indépendance. Mais maintenant qu'elle n'est plus sous la protection du célèbre Clown Prince du Crime, Harley se rend compte que beaucoup de monde veut sa peau à Gotham City et qu'ils peuvent désormais s'attaquer à elle sans risque de représailles. Parmi ses ennemis, Roman Sionis, alias Black Mask, gérant narcissique et sadique d'un club de la ville, qui en veut particulièrement à Harley depuis qu'elle a brisé les jambes de son chauffeur.
Alors que Roman souhaite tuer Harley, cette dernière propose de lui rendre service et de retrouver pour lui la jeune Cassandra Cain, une orpheline ayant volé un diamant contenant la fortune d'une famille de mafieux ayant été abattue, les Bertinelli. Mais quand Harley retrouve Cassandra, elle se prend d'affection pour la jeune fille et la prend sous son aile.
De son côté, Renee Montoya, une détective de la ville, fait tout son possible pour faire arrêter Roman. Elle essaye de recruter Dinah Lance, une chanteuse du night club de Roman récemment promue au poste de chauffeur, comme taupe. Mais Dinah, qui cache des capacités métahumaines, ne souhaite pas devenir une héroïne, ce chemin ayant causé la mort de sa mère quand elle était enfant.
Parallèlement, un mystérieux tueur armé d'une arbalète rôde dans Gotham City pour assassiner des mafieux et pourrait bien avoir un lien avec cette sombre affaire.

## Fiche technique
Sauf indication contraire, les informations mentionnées dans cette section peuvent être confirmées par les bases de données cinématographiques IMDb et Allociné,  présentes dans la section « Liens externes ».
- Titre original : Birds of Prey and the Fantabulous Emancipation of One Harley Quinn[Note 1]
- Titre francophone : Birds of Prey et la fantabuleuse histoire de Harley Quinn
- Réalisation : Cathy Yan
- Scénario : Christina Hodson, d'après le personnage Harley Quinn créé par Paul Dini et Bruce Timm et d'après les personnages Birds of Prey créé par Chuck Dixon et Jordan B. Gorfinkel
- Musique : Daniel Pemberton
- Direction artistique : Gustaf Aspegren, Kasra Farahani, Jordan Ferrer et Julien Pougnier
- Décors : K.K. Barrett
- Costumes : Erin Benach
- Photographie : Matthew Libatique
- Son : Alan Robert Murray, Onnalee Blank, Brandon Proctor, Brian Tarlecki et Katy Wood
- Montage : Jay Cassidy et Evan Schiff
- Production : Margot Robbie, Sue Kroll et Bryan Unkeless
  - Production déléguée : David Ayer, Geoff Johns, Walter Hamada, Hans Ritter et Galen Vaisman
  - Coproduction : Christina Hodson et Donald Sparks
- Sociétés de production[4] : DC Films, LuckyChap Entertainment, Clubhouse Pictures (II) et Kroll & Co. Entertainment
- Société de distribution : Warner Bros.
- Budget : 84,5 millions de $[5]
- Pays de production :  États-Unis
- Langues originales : anglais, chinois
- Format[6] : couleur - D-Cinema - 2,39:1 (Cinémascope) - son Dolby Atmos
- Genre : action, comédie, super-héros
- Durée : 109 minutes
- Dates de sortie[7] :
  - Royaume-Uni : 29 janvier 2020 (première mondiale à Londres)[8]
  - France, Belgique, Suisse romande : 5 février 2020[9],[10]
  - États-Unis, Québec : 7 février 2020[11]
- Classification[12] :
  - États-Unis : R – Restricted (les moins de 17 ans doivent être accompagnés)[Note 2]
  - France : interdit aux moins de 12 ans[13],[Note 3]
  - Belgique : potentiellement préjudiciable jusqu'à 16 ans (KNT/ENA : Kinderen Niet Toegelaten  / Enfants Non Admis)[9],[14],[Note 4]
  - Suisse romande : interdit aux moins de 14 ans[15]
  - Québec : 13 ans et plus (violence - langage vulgaire) (13+ / 13 years and over)[11]

## Distribution
- Margot Robbie (VF : Dorothée Pousséo ; VQ : Catherine Brunet) : Dr Harleen Quinzel / Harley Quinn
- Mary Elizabeth Winstead (VF : Laëtitia Lefebvre ; VQ : Geneviève Désilets) : Helena Bertinelli / Huntress
  - Ella Mika : Helena Bertinelli, enfant
- Jurnee Smollett-Bell (VF : Déborah Claude ; VQ : Marie-Evelyne Lessard) : Dinah Lance / Black Canary
- Rosie Perez (VF : Laurence Crouzet ; VQ : Marika Lhoumeau) : Renee Montoya
- Chris Messina (VF : Benjamin Penamaria ; VQ : Louis-Philippe Dandenault) : Victor Zsasz
- Ella Jay Basco (VF : Camille Timmerman ; VQ : Fanny-Maude Roy) : Cassandra Cain
- Ewan McGregor (VF : Bruno Choël ; VQ : Frédéric Paquet) : Roman Sionis / Black Mask
- Ali Wong (VQ : Manon Leblanc) : Ellen Yee
- Steven Williams (VF : Michel Vigné) : le capitaine Patrick Erickson
- Derek Wilson (VF : Mario Bastelica) : Tim Munroe
- Dana Lee : Doc
- Daniel Bernhardt (VF : Jérémie Covillault) : le chauffeur de Roman
- François Chau (VF : Charles Borg) : M. Keo
- Matt Willig (en) (VF : Jérôme Rebbot) : Happy
- Bojana Novakovic (VF : Edwige Lemoine) : Erika Manson
- Charlene Amoia (en) : Maria Bertinelli
- Paul Lasa : Franco Bertinelli
- Robert Catrini : Stefano Galante

Version française
- Studio de doublage : Dubbing Brothers
- Direction artistique : Hervé Rey
- Adaptation : Joël Savdié

 Source et légende : version française (VF) sur RS Doublage

## Production

### Genèse et développement

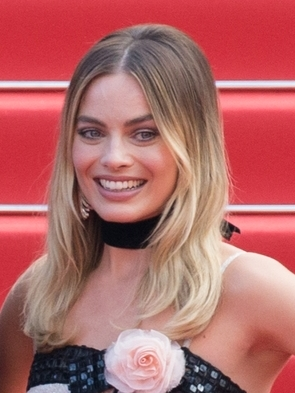
Margot Robbie, l'interprète d'Harley Quinn, est à l'origine du projet qu'elle produit.

En mai 2016, deux mois avant la sortie de Suicide Squad, Warner Bros. annonce des films centrés sur Harley Quinn et d'autres personnages féminins de l'univers DC, comme Barbara Gordon / Batgirl ou l'équipe des Birds of Prey. Margot Robbie est alors annoncée pour reprendre son rôle de Harley Quinn et également comme productrice,. La scénariste britannique Christina Hodson est annoncée en novembre 2016 à l'écriture d'un film mettant en scène à la fois Harley Quinn et les Birds of Prey. Il s'agit de la seconde production à mettre en avant à la fois l'équipe et la super-vilaine après la série télévisée Les Anges de la nuit qui les voyait s'affronter.
Dans un premier temps, il était prévu que Margot Robbie reprenne le rôle d'Harley dans un film centré sur les Sirènes de Gotham avec Catwoman et Poison Ivy. Mais durant ses recherches sur l'univers de l'éditeur, elle fit la découverte de l'équipe des Birds of Prey, moins connue du grand public. Robbie décida d'utiliser la notoriété d'Harley pour introduire ces personnages au cinéma. Elle expliqua également trouver intéressant de faire un film mettant en scène Harley et d'autres personnages dans l'optique où Harley Quinn est connue pour ses nombreuses interactions avec les multiples personnages de l'univers de DC Comics. Le développement du film sur les Sirènes fut alors repoussé pour ce nouveau projet. Pour l'actrice et productrice, il était également important pour le projet d'avoir une femme à la réalisation.
Après presque deux ans à développer le projet avec Margot Robbie, Warner Bros. annonce l'arrivée de Cathy Yan à la réalisation en avril 2018, faisant d'elle la première réalisatrice féminine d'origine asiatique chargée d'un tel projet.
La production de la suite de Suicide Squad dans laquelle Robbie devait reprendre le personnage d'Harley est alors repoussée par le studio. Il est également dévoilé qu'une première version du scénario mettait en scène le Pingouin comme antagoniste principal, néanmoins, Warner Bros. demanda à l'équipe de changer de direction, préférant que le personnage soit introduit dans un film centré sur Batman.
La préproduction du film démarre en juillet 2018. Margot Robbie dévoile alors que le film s'intitulera Birds of Prey (and the Fantabulous Emancipation of One Harley Quinn) et qu'il bénéficiera d'un budget plus léger que les autres productions du genre.
Par la suite, Black Canary et Huntress sont confirmés comme les membres des Birds of Prey qui apparaîtront dans le film. Batgirl, le troisième membre du trio, sera absente en raison du développement d'un film centré sur elle. Cassandra Cain et Renee Montoya, deux personnages qui ne font pas partie de l'équipe dans les comics, sont également annoncés dans le film. Le personnage de Black Mask est également annoncé comme antagoniste
Peu avant la sortie du film, la Motion Picture Association of America classe le film « R » (interdit aux jeunes de moins de 17 ans non accompagné). Il s'agit du premier film de l'univers cinématographique DC à bénéficier de cette classification.

### Attribution des rôles
| |  |  |
| Jurnee Smollett-Bell et Mary Elizabeth Winstead interprètent respectivement Black Canary et Huntress, les deux membres des Birds of Prey qui apparaissent dans le film. |  |  |

En août 2018, Alexandra Daddario, Jodie Comer, Blake Lively et Vanessa Kirby expriment leur intérêt pour le film,
Janelle Monáe, Gugu Mbatha-Raw et Jurnee Smollett-Bell sont envisagées pour incarner Black Canary, alors que Sofia Boutella, Margaret Qualley, Mary Elizabeth Winstead et Cristin Milioti le sont pour Huntress. Justina Machado et Roberta Colindrez sont testées pour le rôle Renee Montoya pendant que la production annonce la recherche d'une jeune actrice d'origine asiatique pour le personnage de Cassandra Cain.
En septembre 2018, Jurnee Smollett-Bell et Mary Elizabeth Winstead sont respectivement confirmées dans les rôles de Black Canary et Huntress. Le même mois, il est révélé qu'Ewan McGregor et Sharlto Copley sont envisagés pour incarner Black Mask.
En octobre 2018, Rosie Perez est confirmée dans le rôle de Renee Montoya. Le mois suivant, Ewan McGregor est confirmé dans le rôle de Black Mask et la jeune inconnue, Ella Jay Basco, rejoint ensuite la distribution pour camper Cassandra Cain.
Par la suite, Chris Messina décroche le rôle de Victor Zsasz. Il est ensuite rejoint par divers acteurs dont Ali Wong, Steven Williams, Derek Wilson, Dana Lee, François Chau et Matthew Willig,.

### Tournage
Le tournage débute à Los Angeles en Californie le 14 janvier 2019, sous le titre de travail Fox Force Five,,. Il a également eu lieu au Warner Bros. Studios à Burbank, toujours en Californie.
Le tournage était également prévu à Atlanta et Savannah dans l'État de Géorgie mais il se déroula finalement entièrement en Californie à la suite d'un crédit d'impôt offert par l'état au film. Il s'est terminé le 15 avril 2019.
Le 3 septembre 2019, l'équipe entame le tournage de scènes supplémentaires, principalement des scènes d'actions. Le réalisateur Chad Stahelski et son équipe de cascadeurs ont rejoint la production en tant que seconde équipe pour aider Cathy Yan dans la réalisation de ses nouvelles scènes

## Musique
En septembre 2019, il est annoncé que Daniel Pemberton composera la musique du film.
En décembre 2019, les chanteuses Megan Thee Stallion et Normani annoncent la sortie d'une chanson intitulée Diamonds, spécialement composée pour le film. Par la suite, la chanteuse Doja Cat dévoile également l'enregistrement d'une chanson pour le film, Boss Bitch. Ces deux chansons sont issues d'un album composé de chansons originales inspirées par le film, intitulé Birds of Prey: The Album, et sorti le 7 février 2020.
Singles
1. Diamonds
Sortie : 10 janvier 2020
2. Joke's On You
Sortie : 17 janvier 2020
3. Boss Bitch
Sortie : 24 janvier 2020
4. Sway With Me
Sortie : 31 janvier 2020

Liste des titres
| 1.    | Boss Bitch                                 | Doja Cat                                      | 2:14 |
| 2.    | So Thick                                   | Whipped Cream feat. Baby Goth                 | 2:11 |
| 3.    | Diamonds                                   | Megan Thee Stallion et Normani                | 3:19 |
| 4.    | Sway With Me                               | Saweetie et Galxara                           | 2:48 |
| 5.    | Joke's On You                              | Charlotte Lawrence                            | 3:04 |
| 6.    | Smile                                      | Maisie Peters                                 | 2:37 |
| 7.    | Lonely Gun                                 | Cyn                                           | 2:37 |
| 8.    | Experiment On Me                           | Halsey                                        | 3:34 |
| 9.    | Danger                                     | Jucee Froot                                   | 2:27 |
| 10.   | Bad Memory                                 | K.Flay                                        | 2:54 |
| 11.   | Feeling Good                               | Sofi Tukker                                   | 3:02 |
| 12.   | Invisible Chains                           | Lauren Jauregui                               | 3:30 |
| 13.   | It's a Man's Man's Man's World             | Jurnee Smollett-Bell en tant que Black Canary | 2:56 |
| 14.   | I'm Gonna Love You Just A Little More Baby | Summer Walker                                 | 2:53 |
| 15.   | Hit Me with Your Best Shot                 | Adona                                         | 2:50 |
| 42:52 |                                            |                                               |      |

Un second album, contenant les compositions de Daniel Pemberton pour le film, est sorti le 14 février 2020.
Liste des titres
| 1.    | Flying High (Birds of Prey)                      | 1:54 |
| 2.    | The Fantabulous Emancipation Explosion           | 1:32 |
| 3.    | Harley Quinn (Danger Danger)                     | 3:06 |
| 4.    | Birds of Prey                                    | 2:16 |
| 5.    | Harley Gogo Agogo                                | 1:56 |
| 6.    | The Black Mask Club                              | 1:54 |
| 7.    | Sotlen Diamond                                   | 1:55 |
| 8.    | Bad Ass Broad (Whistle MF)                       | 3:07 |
| 9.    | Lonely in Gotham                                 | 0:51 |
| 10.   | Black Canary Echo                                | 1:09 |
| 11.   | The Bertinelli Massacre (The Huntress Story)     | 2:29 |
| 12.   | Bump It!                                         | 2:20 |
| 13.   | Roman Sionis                                     | 2:42 |
| 14.   | Lockdown                                         | 2:28 |
| 15.   | Bruce and the Beaver                             | 1:26 |
| 16.   | Lotus Flower                                     | 1:41 |
| 17.   | Femme Fatale                                     | 0:19 |
| 18.   | Breakout!                                        | 4:21 |
| 19.   | The Bertinelli Revenge                           | 1:57 |
| 20.   | I Want to Kill You Because I Can                 | 3:13 |
| 21.   | Zsasz Showdown                                   | 2:31 |
| 22.   | Work Together                                    | 2:05 |
| 23.   | Battle Commence                                  | 2:34 |
| 24.   | Fight Together (Birds of Prey)                   | 4:59 |
| 25.   | Founders Pler                                    | 1:46 |
| 26.   | Roller vs Rollers                                | 3:27 |
| 27.   | The Fantabulous Emancipation of One Harley Quinn | 2:03 |
| 62:00 |                                                  |      |

## Accueil

### Sortie

#### Marketing
Pour promouvoir le film, des événements sont organisés par Warner Bros. dans plusieurs pays. Le 23 janvier 2020, un événement spécial intitulé Harleywood et avec la présence des acteurs s'est déroulé au Hollywood and Highland Center, décoré à l'image de l'univers du film pour l'occasion. Par la suite, une avant-première avec la présence du trio principal s'est déroulée à Mexico le 25 janvier. Le lendemain, l'avant-première mondiale officielle du film s'est déroulée à Londres au cinéma BFI IMAX, avec la présence des acteurs.
Un troisième événement est également organisé en France au Palais des festivals et des congrès de Cannes. Intitulé Le Festival de Quinn, en référence au célèbre Festival de Cannes, cet événement a servi d'avant-première française au film.
Quelques jours après la sortie du film, Warner Bros. autorise certaines chaînes de cinéma américaines à présenter le film sous le titre Harley Quinn: Birds of Prey sur leurs plateformes de ventes de billets en ligne. Cette autorisation est une réponse aux résultats moyens du film lors de son premier week-end d'exploitation, ainsi que pour renforcer sa visibilité, certains spectateurs ne connaissant pas l'équipe des Birds of Prey, ni compris son lien avec Harley Quinn.

#### Sortie numérique
Le 17 mars 2020, Warner Bros. annonce avancer la sortie numérique du film au 24 mars 2020 aux États-Unis, soit seulement 46 jours après sa sortie dans le pays. Il n'existe pas de chronologie des médias précise aux États-Unis néanmoins, les sorties numériques se font généralement plusieurs mois après la sortie au cinéma.
Cette décision exceptionnelle est mise en place en raison de la pandémie de COVID-19, qui a entraîné la fermeture de plusieurs cinémas dans le pays.
En France, le CNC autorise également Warner Bros., à titre dérogatoire, à sortir le film en format numérique le 8 avril 2020, soit deux mois après sa sortie dans le pays. Normalement, les films sont autorisés à sortir en vidéo uniquement quatre mois après leur sortie au cinéma. Cette décision est également due au COVID-19 et à la fermeture des cinémas à la suite du confinement de la population.

### Accueil critique
Aux États-Unis, le film reçoit un accueil majoritairement positif de la part des critiques. Sur le site agrégateur de critiques Rotten Tomatoes, il obtient un score de 78 % de critiques positives, avec une note moyenne de 6,73/10 sur la base de 292 critiques positives et 82 négatives, lui permettant d'obtenir le label « Frais », le certificat de qualité du site.
Le consensus critique établi par le site résume que « avec une nouvelle perspective, de nouveaux personnages et beaucoup d'action, le film arrive à capturer l'esprit anarchique et coloré de la Harley Quinn de Margot Robbie ». Parmi les critiques positives, de nombreuses encensent la direction artistique du film réalisé par Cathy Yan. L'humour ainsi que les performances de Margot Robbie et Ewan McGregor sont également salués. Du côté des critiques négatives, la violence ainsi qu'un manque de profondeur lui sont reprochés.
La réception critique du film lui a permis au moment de sa sortie de devenir la troisième production de l'univers cinématographique DC la mieux reçue par la critique américaine sur Rotten Tomatoes, derrière Shazam! et Wonder Woman.
Sur un autre site agrégateur de critiques, Metacritic, le film obtient un score positif de 60/100 sur la base de 59 critiques collectées. Du côté des spectateurs, ceux interrogés par PostTrak, un service de sondage très reconnu par l'industrie cinématographique américaine, lui donnent la note moyenne de 4/5 avec 61 % prêts à le recommander.
En France, le film rencontre un accueil plus froid. Malgré des critiques positives similaires à celles américaines (20 Minutes, Critikat, Écran Large ou encore Première), la critique française est plus dure avec le film, offrant des avis majoritairement mitigés voir négatifs sur le film.
Par exemple, pour Le Journal du Geek, le film est une réussite « et une relecture audacieuse du personnage, délicieusement trash et loufoque ». En revanche pour Le Parisien il « déçoit par sa pauvreté scénaristique et son ton bien trop blagueur ».

### Box-office
| Pays ou région | Box-office        | Date d'arrêt du box-office | Nombre de semaines |
| -------------- | ----------------- | -------------------------- | ------------------ |
| France         | 1 040 500 entrées | 14 mars 2020               | 6                  |
| États-Unis     | 84 172 791 $      | 19 mars 2020               | 6,                 |
| Mondial        | 201 872 791 $     | 8 avril 2020               | -,                 |

- En raison de la pandémie de COVID-19, la fermeture temporaire des salles de cinéma françaises est annoncée le 14 mars 2020 au soir, suivie par un confinement de la population, ordonné le 17 mars 2020. Ces mesures affectent l'exploitation du film en France, qui est arrêtée seulement six semaines après sa sortie[62].
- Aux États-Unis, l'exploitation du film est également interrompue après seulement six semaines, toujours à cause du COVID-19. En effet, même si aucune mesure de confinement n'était en place dans le pays à ce moment, la fermeture des salles de cinéma fut décidée pour des raisons de prévention[63].

## Distinctions
Entre 2019 et 2021, le film Birds of Prey et la fantabuleuse histoire de Harley Quinn a été sélectionné 100 fois dans diverses catégories et a remporté 17 récompenses.

### Récompenses
- Hollywood Critics Association Midseason Awards 2020 :
  - Meilleure actrice pour Margot Robbie (à la seconde place)
  - Meilleur acteur dans un rôle secondaire pour Ewan McGregor
  - Meilleure réalisatrice pour Cathy Yan
- American Music Awards 2020 : Meilleure bande-originale pour Birds of Prey: The Album
- IGN Awards 2020 : Meilleur film d'action
- Critics' Choice Super Awards 2021 :
  - Meilleure actrice dans un film de super-héros pour Margot Robbie
  - Meilleur acteur dans un film de super-héros pour Ewan McGregor
- San Diego Film Critics Society Awards 2021 : Meilleurs costumes (à la seconde place)
- Hollywood Critics Association Awards 2021 :
  - Meilleur film d'action
  - Meilleur blockbuster
  - Meilleurs cascades
- South by Southwest 2021 : Prix de l'excellence pour le design du logo
- Make-Up Artists and Hair Stylists Guild Awards 2021 :
  - Meilleurs maquillages contemporains
  - Meilleurs coiffures contemporaines

### Nominations
- Hollywood Critics Association Midseason Awards 2020 :
  - Meilleur film
  - Meilleur scénario adapté
  - Meilleure actrice dans un rôle secondaire pour Mary Elizabeth Winstead
- People's Choice Awards 2020
  - Le film de l'année
  - Le film d'action de l'année
  - L'actrice de film de l'année pour Margot Robbie
  - L'actrice de film d'action de l'année pour Margot Robbie
  - La chanson de bande-originale de l'année pour Boss Bitch par Doja Cat
- IGN Awards 2020 :
  - Meilleur film
  - Meilleur distribution pour un film
  - Meilleur réalisateur pour Cathy Yan
- Chicago Film Critics Association Awards 2020 :
  - Meilleure direction artistique
  - Meilleurs costumes
- Critics' Choice Super Awards 2021 :
  - Meilleur film de super-héros
  - Meilleure actrice dans un film de super-héros pour Jurnee Smollett-Bell
- San Diego Film Critics Society Awards 2021 : Meilleurs effets spéciaux
- St. Louis Film Critics Association Awards 2021 :
  - Meilleur film d'action
  - Meilleurs effets spéciaux
  - Meilleure bande-originale
- Houston Film Critics Society Awards 2021 : Meilleure équipe de cascadeurs
- London Film Critics Circle Awards 2021 : Meilleure réussite technique en maquillage et coiffure
- Satellite Awards 2021 :
  - Meilleure actrice dans un film musical ou une comédie pour Margot Robbie
  - Meilleurs effets visuels
- Seattle Film Critics Society Awards 2021 :
  - Méchant de l'année pour Ewan McGregor
  - Meilleurs costumes
  - Meilleures chorégraphies dans un film d'action
- Hollywood Critics Association Awards 2021 :
  - Meilleures coiffures et maquillages
  - Meilleurs costumes
  - Meilleurs effets spéciaux
- Austin Film Critics Association Awards 2021
  - Meilleurs cascades
  - Prix Robert R. 'Bobby' McCurdy de la révélation pour Cathy Yan
- Art Directors Guild Awards 2021 : Prix de l'excellence pour les décors d'un film fantastique
- Costume Designers Guild Awards 2021 : Prix de l'excellence pour un film contemporain
- MTV Movie & TV Awards 2021 :
  - Meilleur méchant pour Ewan McGregor
  - Meilleure scène de combat (pour la scène dans le palais du rire)
- BET Awards 2021 : Meilleure actrice pour Jurnee Smollett-Bell
- Prix Hugo 2021 : Meilleure présentation dramatique - format long (résultat en attente)
- Saturn Awards 2021 : (résultats en attente)
  - Meilleur film tiré d'un comic
  - Meilleure actrice pour Margot Robbie
  - Meilleure actrice dans un second rôle pour Jurnee Smollett-Bell
  - Meilleur jeune acteur pour Ella Jay Basco
  - Meilleurs costumes
  - Meilleurs effets spéciaux

## Projets liés
En 2021, Margot Robbie reprend le rôle d'Harley Quinn dans le film The Suicide Squad, réalisé par James Gunn et qui se déroule après les événements de Birds of Prey.
En août 2021, Warner Bros. lance le développement d'un film centré sur Black Canary. Il est annoncé que Jurnee Smollett-Bell reprendrait son rôle dans ce spin-off écrit par Misha Green et à destination du service HBO Max. Avant cela, des références visuelles au personnage devait être faites dans le film Batgirl, prévu pour 2022 mais dont la sortie a été annulée après sa production.